# O Bobo
Pour plus de détails, voir Fiche technique et Distribution.
O Bobo est un film portugais réalisé par José Álvaro Morais, sorti en 1987.

## Synopsis
Quatre ans après la Révolution des Œillets, un metteur en scène portugais est obligé de se livrer au commerce des armes. L'argent gagné de cette façon lui permettra de financer sa pièce de théâtre.

## Fiche technique
- Titre français : O Bobo
- Réalisation : José Álvaro Morais
- Scénario : José Álvaro Morais et Rafael Godinho d'après le roman d'Alexandre Herculano
- Pays d'origine : Portugal
- Genre : drame
- Date de sortie : 1987

## Distribution
- Fernando Heitor : Francisco Bernardes / Dom Bibas
- Paula Guedes : Rita Portugal
- Luís Lucas : João
- Carlos Farinha : João à 10 ans
- Joaquim Leitão : Camilo
- Margarida Vila-Nova